# Willow (gato)
Willow, também conhecido como Molly, é um gato de chita que viajou 1.800 milhas de Boulder, no Colorado para Nova Iorque. Willow foi descoberto em setembro de 2011, cinco anos depois de escapar da sua casa, enquanto estava sendo implantado um microchip em um abrigo de animais. Anderson Cooper descobriu o gato via satélite, em 15 de setembro de 2011. Willow foi achado em 22 de setembro de 2011, e fez uma aparição no programa The Today Show com Matt Lauer em 23 de setembro de 2011.